# Pangkalanjati
Pangkalanjati is een bestuurslaag in het regentschap Depok van de provincie West-Java, Indonesië. Pangkalanjati telt 25.038 inwoners (volkstelling 2010).